# Jati (Udanawu)
Jati is een bestuurslaag in het regentschap Blitar van de provincie Oost-Java, Indonesië. Jati telt 2271 inwoners (volkstelling 2010).